# Kathy Jordan
Kathryn „Kathy“ Jordan (* 3. Dezember 1959 in Bryn Mawr, Pennsylvania) ist eine ehemalige US-amerikanische Tennisspielerin. Ihre Schwester Barbara Jordan war ebenfalls Tennisprofi.

## Karriere
Kathy Jordan war in ihrer Karriere vor allem im Doppel erfolgreich. Sie gewann 41 Turniere, darunter zusammen mit Anne Smith als Doppelpartnerin jeweils einen Titel bei den vier Grand-Slam-Turnieren. 1980 gewannen die beiden bei den French Open und in Wimbledon, 1981 die Australian Open und die US Open. 1985 gewann Jordan zusammen mit Elizabeth Smylie noch einmal die Doppelkonkurrenz von Wimbledon.
Ihren einzigen Turniersieg im Einzel gewann sie 1982 beim Hallenturnier in Boston. 1983 stand sie im Endspiel der Australian Open, in dem sie Martina Navrátilová unterlag.
Im Mixed gewann sie mit Ken Flach 1986 sowohl den Titel bei den French Open als auch in Wimbledon.
Von 1980 bis 1985 spielte Kathy Jordan für die Vereinigten Staaten im Federation Cup. 1980 und 1981 konnte sie mit dem Team den Cup gewinnen. Ihre persönliche Bilanz ihrer 27 Fed-Cup-Partien: 6:3 Siege im Einzel und 17:1 im Doppel.